# Bauhinia cardinalis
Bauhinia cardinalis är en ärtväxtart som beskrevs av François Gagnepain. Bauhinia cardinalis ingår i släktet Bauhinia och familjen ärtväxter. Inga underarter finns listade i Catalogue of Life.